# キシュキンダー

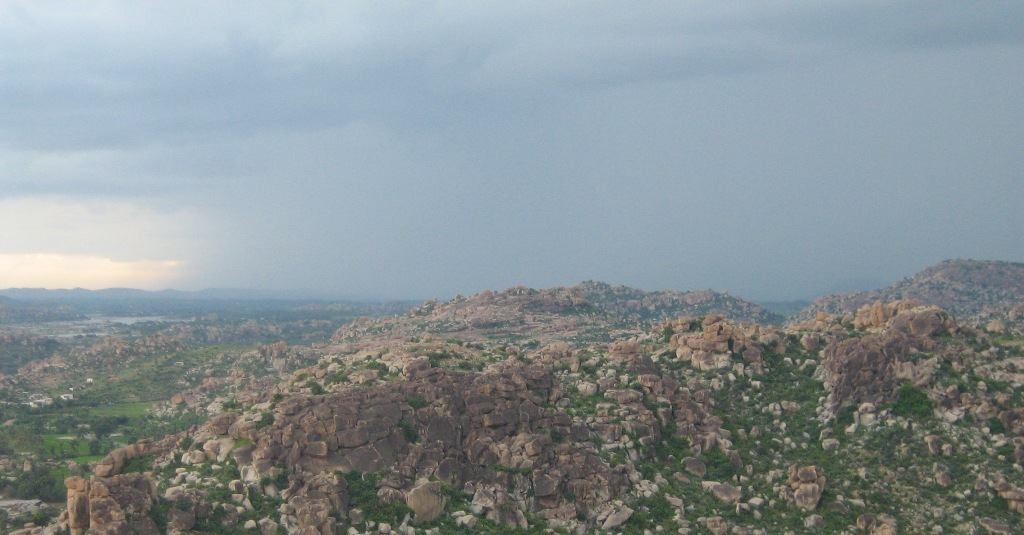
キシュキンダーの風景

キシュキンダー（ラテン文字表記：Kishkindhā、サンスクリット: किष्किन्‍धा）は、インドの叙事詩『ラーマーヤナ』に登場する地名で、ヴァナラ（猿）族の都とされる。キシュキンダーは広大な洞窟の中にあり、市街は宝石で美しく飾られ、豊かな庭園で満ちているとされる。
『ラーマーヤナ』第3巻（キシュキンダー･カーンダ）はキシュキンダーを舞台とし、ヴァナラ族の王位をめぐる争いが主題となっている。
王国初代の王リクシャラージャには2人の息子ヴァーリンとスグリーヴァがいたが、彼らは対立関係にあった。ラーマはこの兄弟のうちスグリーヴァに味方し、彼が王国を取り戻すのを援助した。王位に就いたスグリーヴァは世界中に居住しているヴァナラ族をキシュキンダーに結集し、ラーマに協力したとされる。
なお、キシュキンダーは現在の南インドのカルナータカ州、マイソールであると考えられている。